# Viktor Tauš

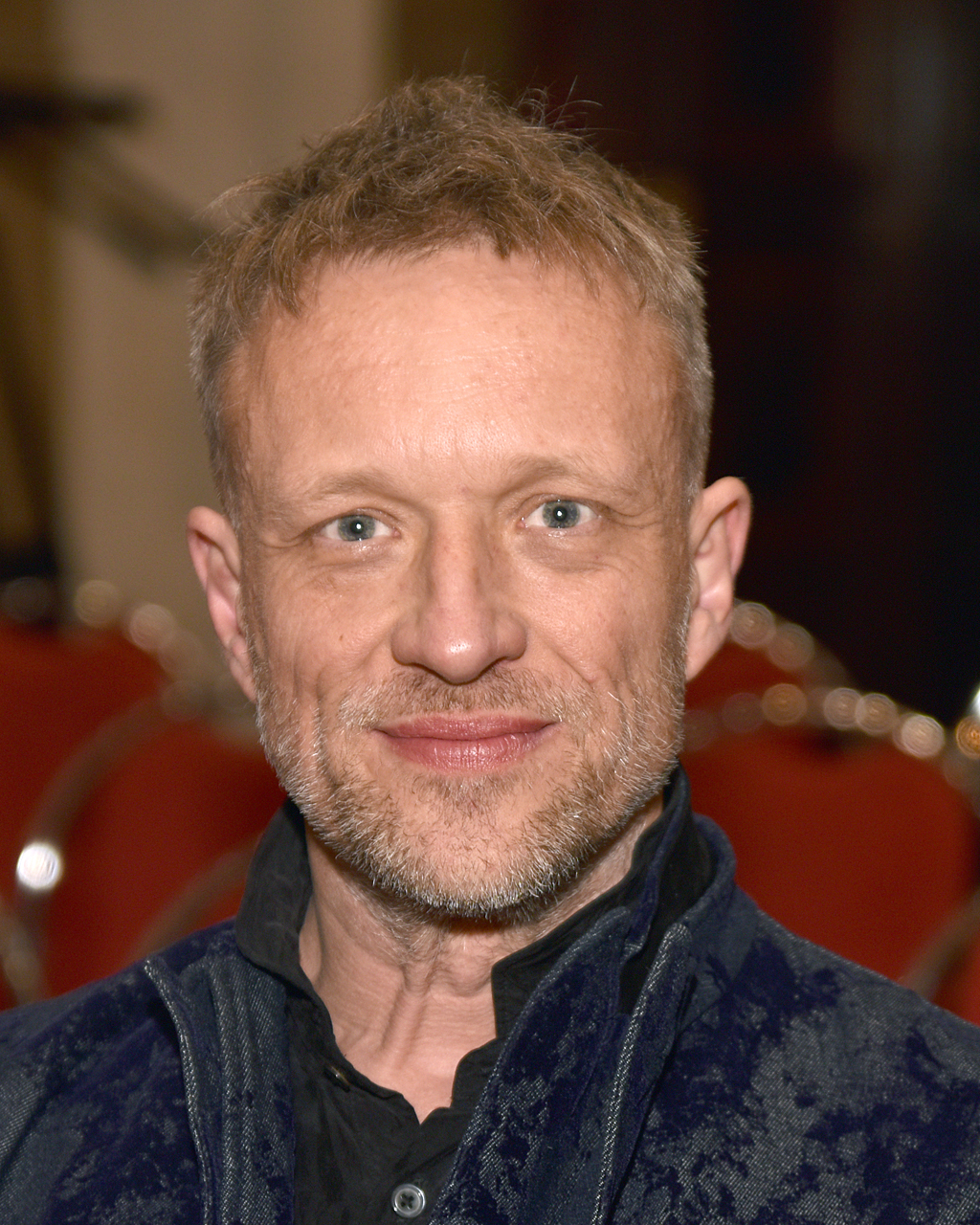
Viktor Tauš, 2025

Viktor Tauš (* 3. Dezember 1973 in Prag, Tschechoslowakei) ist ein tschechischer Filmproduzent und Drehbuchautor.

## Leben
Tauš wurde 1973 in Prag geboren. Nach der Grundschule besuchte er die Sekundarschule für Kommunikationstechnologie in Prag. 1992 begann er ein Filmdokumentation-Studium an der Film- und Fernsehfakultät der Akademie der Musischen Künste. Um das Jahr 1996 erlag der Tscheche der Heroinsucht, hörte auf zu studieren und musste die Universität verlassen. Nach professioneller Pflege erholte er sich von der Drogenabhängigkeit. Er war mit Eva Jeníčková verheiratet, das Paar trennte sich jedoch später.
Als Regisseur und Produzent ist Tauš für Film und Fernsehen gleichermaßen tätig. 2013 war er für den Český lev in der Kategorie Bester Film nominiert, 2020 gewann er den Preis in der Kategorie Bester Fernsehfilm/Beste Fernsehminiserie.